# Pier Angeli
Pier Angeli (Cagliari, 19 juni 1932 – Beverly Hills, 10 september 1971) was een Italiaanse televisie- en filmactrice. Voor haar rol in de film Teresa ontving ze een Golden Globe Award. Ze is de tweelingzus van Marisa Pavan. Ze overleed in 1971 aan een overdosis barbituraten.

## Carrière
Ze werd geboren als Anna Maria Pierangeli in de Sardijnse hoofdstad Cagliari. Ze begon in 1950 haar filmcarrière in de prent  Domani è troppo tardi van Vittorio De Sica. Amper een jaar later maakte ze al furore in Hollywood toen ze door MGM gecast werd voor de film Teresa. Haar prestatie werd vergeleken met die van Greta Garbo en ze kreeg een Gold Globe voor meest veelbelovende nieuwkomer. Ze speelde nog in enkele films en er waren plannen voor een film over Romeo en Julia met haar en Marlon Brando in de hoofdrol, maar die plannen gingen niet door. In 1953 speelde ze aan de zijde van Kirk Douglas in The Story of Three Loves. Hierna speelde ze nog in Sombrero en Flame and the Flesh. Na de ontdekking van Leslie Caron leende MGM haar uit aan andere maatschappijen. Ze ging naar Warner Bros. waar ze in The Silver Chalice speelde, de debuutfilm van Paul Newman. Voor Paramount zou ze in The Rose Tattoo spelen, echter ging die rol naar haar tweelingzus Marisa, die er een Oscarnominatie voor kreeg. In 1956 werd ze uitgeleend aan Columbia Pictures voor Port Afrique. Hierna keerde ze terug naar MGM voor Somebody Up There Likes Me. Aanvankelijk zou ze de tegenspeelster worden van James Dean. Hij overleed echter voor de opnames en werd vervangen door Paul Newman. Haar laatste films voor MGM waren The Vintage en Merry Andrew.
In de jaren zestig vertoefde ze in Europa waar ze ook nog verscheidene films maakte zoals The Angry Silence met Richard Attenborough en Sodom and Gomorrah met Stewart Granger. In 1965 had ze een kleine rol in de epische oorlogsfilm Battle of the Bulge. Ze werd gecast voor The Godfather, maar overleed nog voor de opnames begonnen.

## Privéleven
In 1953 vormde ze korte tijd een koppel met Kirk Douglas, nadat ze samen in een film speelden. Hun verloving werd verbroken. Daarna had ze een relatie met de acteur James Dean, maar verbrak deze relatie en trouwde met zanger-acteur Vic Damone. Ze kreeg met hem een zoon, Perry Farinola Damone. In 1958 ging het paar uit elkaar. Er volgde een vechtscheiding, die breed in de pers uitgesmeerd werd, om het hoederecht over hun zoon. In 1962 trouwde ze met de Italiaanse filmcomponist Armando Trovajoli, met wie ze zoon Andrew kreeg. In 1969 eindigde ook dit huwelijk in een echtscheiding.
Op 39-jarige leeftijd overleed ze aan een overdosis barbituraten. Ze werd begraven in de Franse stad Rueil-Malmaison.